# Daimler DS420
Daimler DS420 — лімузин, що виготовлявся Daimler Motor Company з 1968 по 1992 рік. Автомобіль замінив Daimler DR450 та Austin Princess.

## Опис

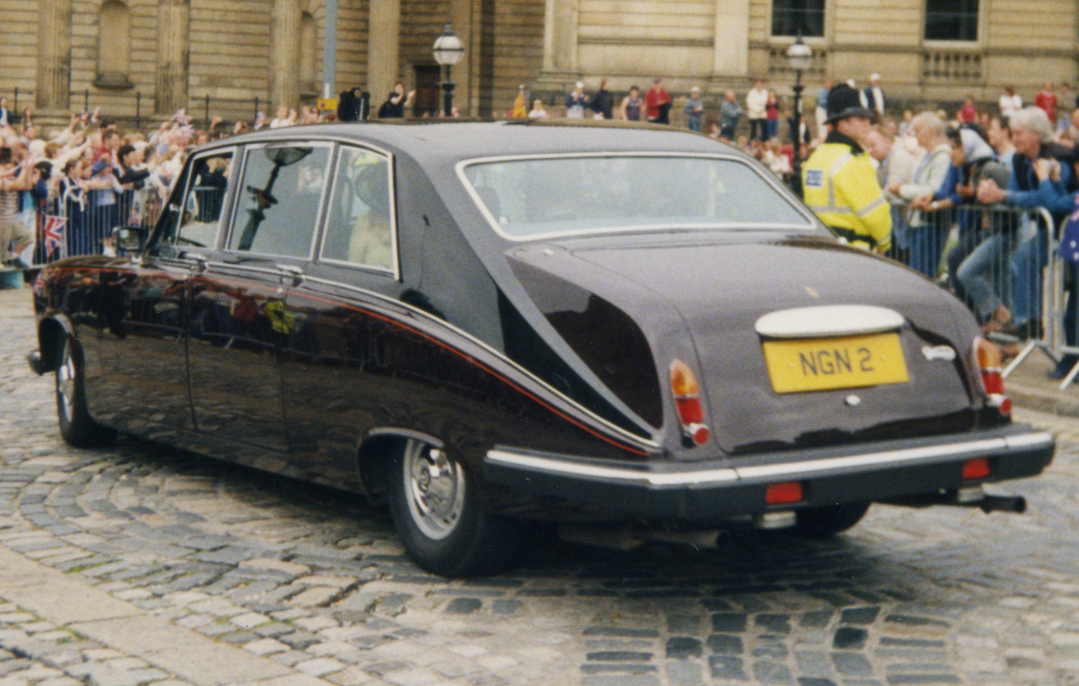
Daimler DS420

З середини шістдесятих років Daimler, втративши самостійність, почав виготовляти найпрестижні версії седанів Jaguar.

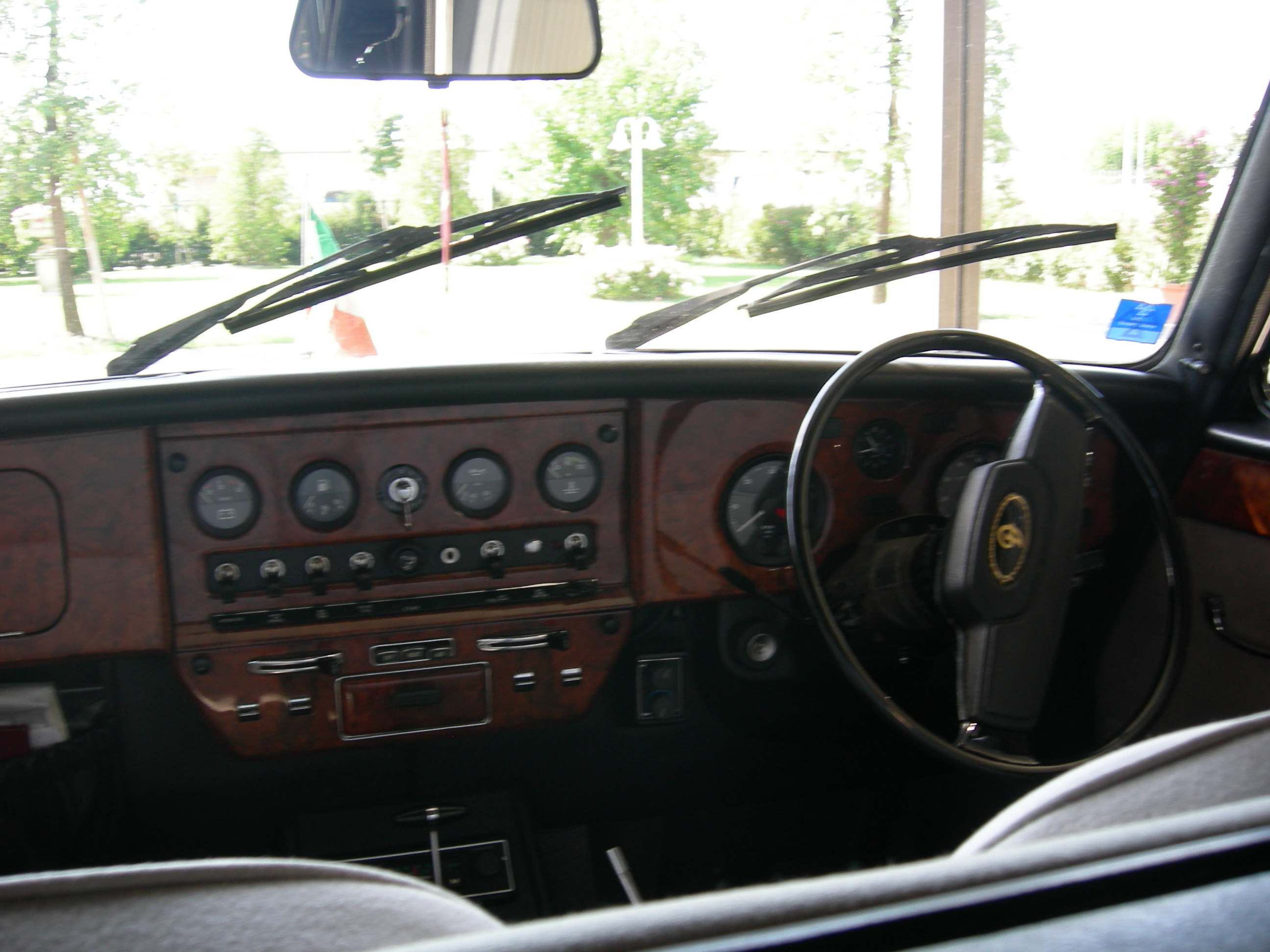

У славні часи самостійності компанія виготовляла великі лімузини для перевезення дипломатичних представництв і престижних похоронних автомобілів, та була одним з головних постачальників автомобілів британської королівської сім'ї.
Для того, щоб відновити цю роль, що в той час належала вже Rolls-Royce, британський Leyland, який володів компанією Daimler через Jaguar, почав роботу над проектом нового лімузина, який дебютував в 1968 році. За основу моделі взята платформа від Jaguar 420G, яку розтягнули на 51 сантиметр. Лімузин отримав оригінальний кузов розділений на дві частини: передню, призначену для водія, і задню, ширшу, призначену для пасажирів. Кузов виготовлявся компанією Vanden Plas, яка займалася також збиранням автомобіля, передня частина стилістично нагадувала Jaguar 420G, а похилу задню частину оформили в стилі старих версій Rolls-Royce.
Автомобіль комплектувався двигуном 4,235 л Jaguar DOHC І6 потужністю 167—187 к.с. при 4250 об/хв та крутним моментом 309 Нм при 3000 об/хв, що працював з 3-ст. автоматичною коробкою передач Borg-Warner. Максимальна швидкість складає 177 км/год, розгін від 0 до 100 км/год — 12 с.